# Ines Marocco

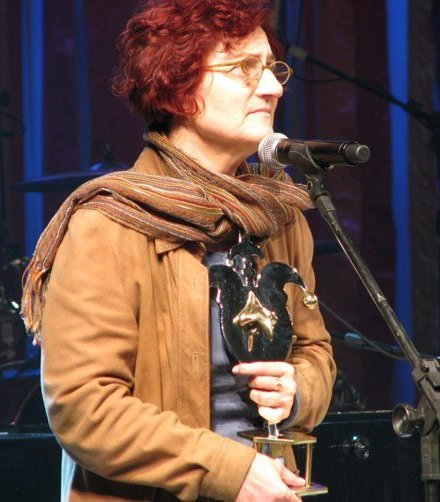
Recebendo Prêmio Braskem Em Cena

Inês Alcaraz Marocco é diretora teatral e pesquisadora da formação do ator, principalmente em teatro. Possui graduação em Direção Teatral e Licenciatura em Arte Dramática pela Universidade Federal do Rio Grande do Sul (1975), mestrado em Diplôme d'Études Aprofondies - Université de Paris VIII (1985) e doutorado em Doctorat en Esthétique Sciences et Technologie des Arts - Université de Paris VIII (1997). Formação na École Internationale de Théâtre, Mime et Mouvement Jacques Lecoq (1983/1984). Atualmente é professora do departamento de Arte Dramática (DAD) e do Programa de Pós-Graduação em Artes Cênicas (PPGAC) da Universidade Federal do Rio Grande do Sul - UFRGS, além de diretora do Grupo Cerco de Porto Alegre.

## Carreira
Professora do departamento de Arte Dramática (DAD) e do Programa de Pós-Graduação em Artes Cênicas (PPGAC) da Universidade Federal do Rio Grande do Sul - UFRGS. Dedica a vida a pesquisa e formação de jovens atores e atrizes.

### Realizações
Pesquisadora propôs o treinamento de atores baseado na pesquisa "As técnicas corporais do gaúcho e a sua relação com a performance do ator/dançarino" através da pratica do treinamento continuativo na busca pela precisão de movimentos e ações.
Idealizadora do projeto Teatro, Pesquisa e Extensão (TPE) que abriu uma possibilidade dentro da estrutura universitária para a comunidade portoalegrense assistir espetáculos inovadores produzidos pelos alunos e alunas dos cursos de Teatro (Bacharelado e Licenciatura) da UFRGS. 
Dirigiu mais de 50 espetáculos performativos e teatrais dentre os últimos:
- "Arena Selvagem" - 2018. Vencedor do Prêmio Açorianos de Teatro 2018 de Melhor Direção (Inês Marocco). Vencedor dos prêmios 14º Prêmio Braskem em Cena 2019 de Melhor Espetáculo (Júri Oficial e Júri Popular). Vencedor do Prêmio Cenym 2019 nas categorias de Melhor Espetáculo, Melhor Direção (Inês Marocco), Melhor Elenco (Anildo Böes, Celso Zanini, Elisa Heidrich, Kalisy Cabeda, Manoela Wunderlich, Martina Fröhlich, Marina Kerber e Philipe Philippsen), Melhor Adereços (Diego Steffani), Melhor Grupo de Teatro (Grupo Cerco).
- "Santo Qorpo ou O Louco da Província" - 2014. Vencedor do Prêmio Açorianos de Teatro na categoria Melhor Ator.

- "Incidente em Antares" - 2012. Vencedor do Prêmio Braskem em Cena nas categorias Melhor Espetáculo Júri Popular, Melhor Direção, Melhor Atriz e vencedor do Prêmio Açorianos de Melhor Trilha,
- "O Sobrado" - 2008. Vencedor do Prêmio Braskem em Cena no XVI Festival Internacional Porto Alegre em Cena nas categorias Melhor Espetáculo pelo Júri Popular e Melhor Espetáculo pelo Júri Oficial - 2009. Vencedor de três prêmios Açorianos de Teatro 2009 (Melhor Direção para Inês Marocco, Melhor Dramaturgia e Melhor Ator Coadjuvante para Luis Franke). Vencedor de Prêmio RBS Cultura de Melhor Espetáculo 2009 (votação por Júri Popular).
- "Semeando Dobraduras" - 2006,
- "Rituais do cotidiano" - 2005,
- "O Nariz" - 2003,
- "Os Tambores Silenciosos" - 1997,
- "Manantiais" - 1989,
- "De como lhe foi extirpado o sofrimento ao Sr. Mockimpott" - 1987,
- "Toda linguagem é uma bobagem" - 1987,
- "Soirée de Bouffons" - 1985.

### Prêmios
- Prêmio Cenym 2019 de Melhor Direção pelo espetáculo 'Arena Selvagem'
- Prêmio Açorianos de Teatro 2018 de Melhor Direção pelo espetáculo 'Arena Selvagem'
- Prêmio Braskem de Melhor Direção pelo espetáculo 'Incidente em Antares'
- Açorianos de Melhor Direção Teatral para o espetáculo 'O Sobrado' - Secretaria de Cultura da Prefeitura de Porto Alegre
- Açorianos de Melhor Dramaturgia para o espetáculo 'O Sobrado' - Secretaria de Cultura da Prefeitura de Porto Alegre
- 11 Indicações ao Prêmio Açorianos de Teatro pelo espetáculo 'O Sobrado' - Secretaria de Cultura do Municipio de Porto Alegre
- Prêmio RBS- Melhor espetáculo 'O Sobrado'- júri popular RBS- RGS
- Prêmio Braskem para melhor espetáculo "O Sobrado" pelo júri oficial e pelo júri popular.Festival Porto Alegre em cena - 2009
- Prêmio Destaque na sessão de Teatro do XVIII Salão e Feira de Iniciação Científica da UFRGS Pró Reitoria de Pesquisa da UFRGS - 2006

### Capítulos de livros publicados
- Aspectos da cultura gaúcha e sua teatralidade. In: Ceres Karam Brum; Maria Eunice Maciel; Ruben George Oliven.. (Org.). Expressões da Cultura Gaúcha. Santa Maria, 2010, v. 1, p. 107-138
- GESTUALIDADE EXPERIENCIA E EXPRESSÃO ESPETACULARES. In: CHRISTINE GREINER E ARMINDO BIAO. (Org.). Gestualidade Experiência e Expressão espetaculares. Etnocenologia textos selecionados. 1 ed. SAO PAULO, 1998, v. 1, p. 15-19.
- LE THEATRE DANS L UNIVERSITE FEDERAL DE SANTA MARIA- RGS. In: UNIVERSITE DES SCIENCES HUMAINES DE MOHAMMEDIA-MARROCOS. (Org.). ACTES DU COLLOQUE INTERNATIONAL DE MOHAMMEDIA-THEATRE-EDUCATION. 1 ed. CASABLANCA, 1988, v. , p. 33-36.
- Técnicas corporais do gaúcho: da 'lide' ao treinamento do ator/dançarino. MAROCCO, I. A. ; NINOW, Carina ; BERNARDI, Lesley ; SILVEIRA, Maico ; MANTOVANI, Mariana ; GALISTEO, Felipe Vieira . In: Maria Helena Martins. (Org.). Cone Sul: fluxos, representações e percepções. São Paulo, 2006

### Artigos completos publicados em periódicos
- Dramaturgias do Ator: o registro de uma experiência e seus resultados. MAROCCO, I. A. ;NINOW, Carina; VIEIRA, F.; BERNARDI, Lesley; SILVEIRA, Maico ; MANTOVANI, Mariana. Moringa - UFPB - Vol. 1, No 2 (2010)
- Experiências de criação de dramaturgias do ator. . MAROCCO, I. A.
- Um sistema de treinamento e sua transmissão. Cena. UFRGS, Porto Alegre, v. 4, 2005. MAROCCO, I. A. ; NINOW, Carina ; VIEIRA, F. ; BERNARDI, Lesley ; SILVEIRA, Maico ; MANTOVANI, Mariana.
- O Gestual do gaúcho e a performance dos atores/Dançarinos. . MAROCCO, I. A.
- A dimensão espetacular do gestual do gaúcho do Rio Grande do Sul. Revista do Lume (UNICAMP), Campinas, v. 1, n. 3, p. 71-81, 2000.
- Aspectos da dimensão espetacular da trova e da performance do trovador do Rio Grande do Sul. Expressão (Santa Maria), Santa Maria, v. 2, n. 2, p. 05-09, 1999.
- A dimensão espetacular do gestual gaúcho do Rio Grande do Sul. Expressão (Santa Maria), Santa Maria, v. VOL 1, n. N.1, p. 07-11, 1998.
- Pesquisa teatral sobre a cultura gaucha. Revista do Centro de Artes e Letras CAL-UFSM, v. 13, n. 1 E 2, p. 141-162, 1992.. MAROCCO, I. A. ; DAGOSTINI, N. .
- CÊNICAS, E. T. A. . TEATRO,UMA LINGUAGEM. Educação para crescer, SEC-RS Porto Alegre, v. 1, n. 1, p. 20-26, 1992.
- Relato De Experiencia - MANANTIAIS : PESQUISA TEATRAL SOBRE A CULTURA GAUCHA. Educação para crescer, melhoria da qualidade de ensino., v. 1, p. 118-124, 1992. MAROCCO, I. A. ; DAGOSTINI, N. .